# Artisan Entertainment
Artisan Entertainment war ein Filmproduktionsunternehmen in den Vereinigten Staaten.

## Geschichte
Artisan Entertainment wurde 1981 von Noel C. Bloom als Family Home Entertainment, Inc. gegründet. 2004 wurde Artisan Entertainment von Lionsgate Home Entertainment und Lionsgate Films aufgekauft.

## Filmografie (Auswahl)
- 1992: Bad Lieutenant
- 1992: Bob Roberts
- 1992: Reservoir Dogs – Wilde Hunde
- 1997: Wes Craven’s Wishmaster
- 1997: Suicide Kings
- 1998: π
- 1998: Dark Harbor – Der Fremde am Weg
- 1998: The Second Arrival – Die Wiederkehr
- 1999: Ghost Dog – Der Weg des Samurai
- 1999: Blair Witch Project
- 2000: Requiem for a Dream
- 2002: Boat Trip
- 2003: Quicksand – Gefangen im Treibsand